# Doględka

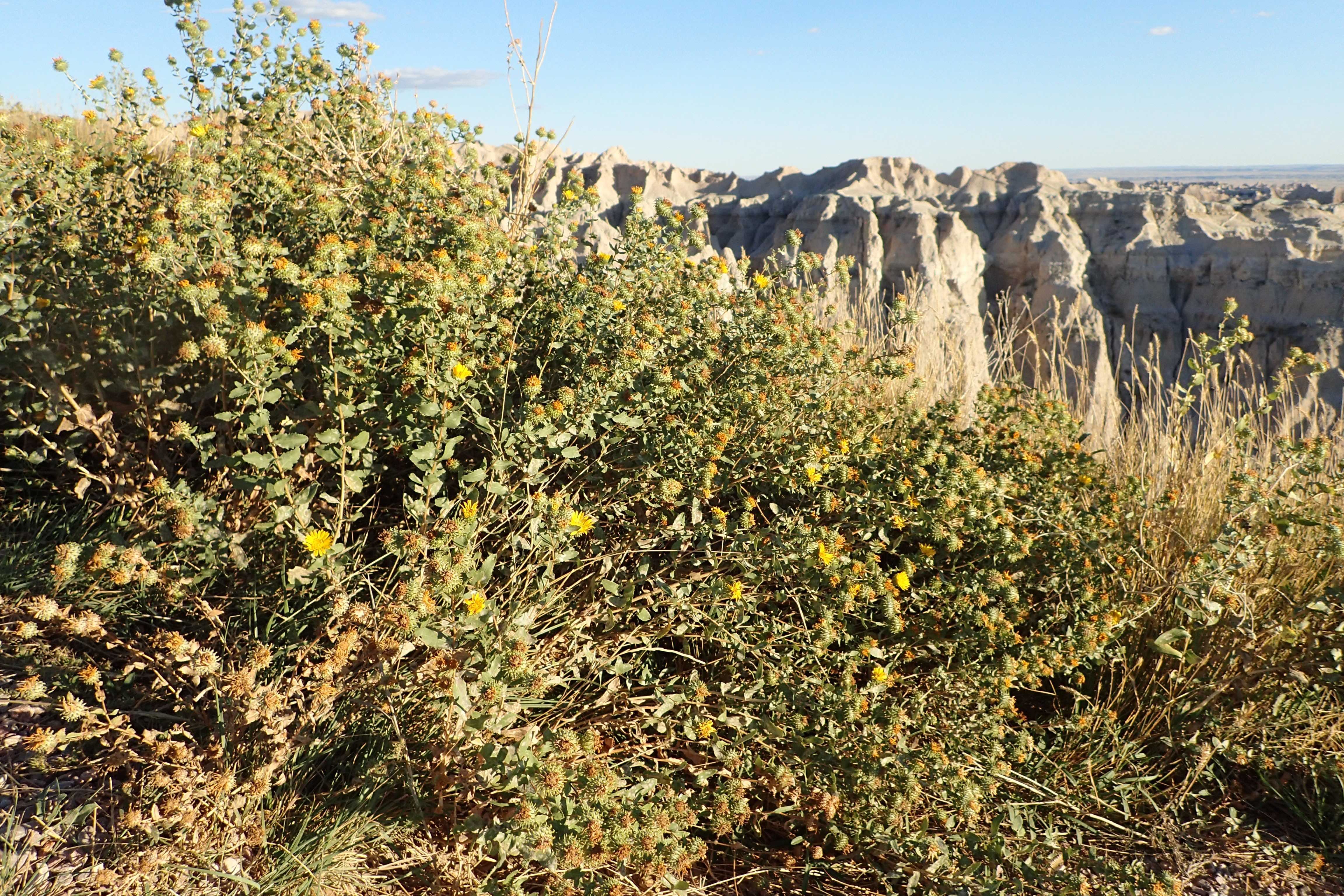
Grindelia squarrosa

Doględka, doględa, grindelia (Grindelia Willd.) – rodzaj bylin z rodziny astrowatych (Asteraceae). Obejmuje ok. 66 gatunków. Zasięg rodzaju  obejmuje Amerykę Północną od Alaski po południowe krańce Meksyku oraz Amerykę Południową na południe od Peru i Boliwii. Jako rośliny introdukowane obecne są w Europie, na Dalekim Wschodzie i w Australii. W Polsce zadomowionym przybyszem jest  doględka nastroszona G. squarrosa.
Niektóre gatunki z tego rodzaju uprawiane są jako rośliny ozdobne. Niektóre wykorzystywane są także jako lecznicze, zwłaszcza doględka mocna G. hirsutula i doględka nastroszona G. squarrosa.

## Morfologia
PokrójRośliny zielne (zarówno roczne, jak i wieloletnie) i półkrzewy osiągające od kilkunastu do ponad 2,5 m wysokości. Łodygi pojedyncze lub liczne, nierozgałęzione lub rozgałęzione, zwykle prosto wzniesione, rzadziej płożące lub podnoszące się. Rośliny nagie lub owłosione, czasem ogruczolone i żywiczne.
LiścieSkrętoległe, odziomkowe i łodygowe, u nasady pędu zwykle ogonkowe, wyżej siedzące, często z nasadami obejmującymi łodygę. Blaszka różnego kształtu – owalna, jajowata, łopatkowata, trójkątna, lancetowata lub równowąska, na brzegu zwykle piłkowana lub ząbkowana, rzadko bywa całobrzega, karbowana lub pierzastoklapowana (tylko w przypadku dolnych liści).
KwiatyZebrane w koszyczki tworzące na szczytach pędów baldachogroniaste lub wiechowate kwiatostany złożone. Okrywy są zwykle kulistawe lub półkuliste, szerokie, czasem dzwonkowate, o średnicy od 0,5 do 2,5 cm, rzadko nawet większej. Listki okrywy liczne – od kilkudziesięciu do ponad 100 w 3–4 i większej liczbie rzędów, zwykle równowąskie do lancetowatych, podobnej długości, na końcach odgięte mniej lub bardziej, po stronie doosiowej często ożywicowane. Dno koszyczka płaskie lub wypukłe, dołeczkowane. Kwiatów języczkowych (żeńskich) na skraju koszyczka czasem brak, ale zwykle są obecne w liczbie od kilku do ponad 60. Ich korona jest żółta lub pomarańczowa. Kwiaty rurkowate w środkowej części koszyczka są obupłciowe lub funkcjonalnie męskie, są liczne (zwykle ponad 100), ich korony są żółte.
OwoceNiełupki owalne do jajowatych, nieco ścieśnione, czasem nieco kanciaste. Mają barwę od białej przez słomkową, szarą, brązową do czerwonej i powierzchnię gładką, kreskowaną, żebrowaną, owłosioną lub nagą. Puch kielichowy odpadający, w postaci kilku lub kilkunastu prostych lub skręconych, gładkich lub pierzastych ości.

## Systematyka
Pozycja systematyczna

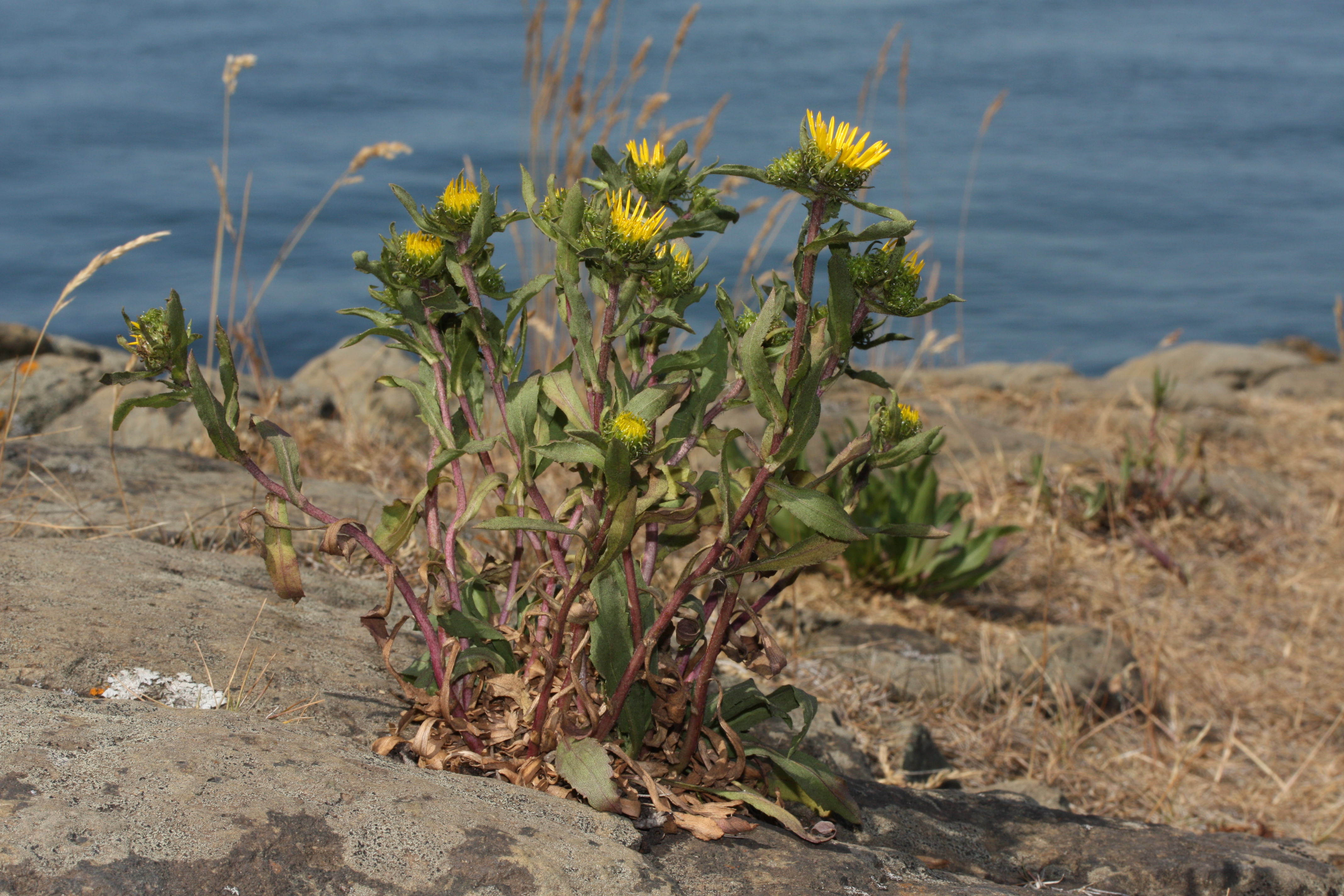
Grindelia integrifolia

Rodzaj z plemienia  Astereae i podrodziny Asteroideae w obrębie rodziny astrowatych (Asteraceae). W obrębie plemienia zaliczany do podplemienia Machaerantherinae.
Wykaz gatunków
- Grindelia adenodonta (Steyerm.) G.L.Nesom
- Grindelia aegialitis Cabrera
- Grindelia anethifolia (Phil.) Adr.Bartoli & Tortosa
- Grindelia argentina Deble & A.S.Oliveira
- Grindelia arizonica A.Gray
- Grindelia atlantica Deble & A.S.Oliveira
- Grindelia boliviana Rusby
- Grindelia brachystephana Griseb.
- Grindelia buphthalmoides DC.
- Grindelia cabrerae Ariza
- Grindelia chacoensis Adr.Bartoli & Tortosa
- Grindelia chiloensis (Cornel.) Cabrera
- Grindelia ciliata (Nutt.) Spreng.
- Grindelia confusa Steyerm.
- Grindelia coronensis Adr.Bartoli & Tortosa
- Grindelia covasii Bartoli & Tortosa
- Grindelia decumbens Greene
- Grindelia fraxinipratensis Reveal & Beatley
- Grindelia gaucha Deble & A.S.Oliveira
- Grindelia globularifolia Griseb.
- Grindelia glutinosa (Cav.) Mart.
- Grindelia grandiflora Hook.
- Grindelia greenmanii Steyerm.
- Grindelia havardii Steyerm.
- Grindelia hintoniorum G.L.Nesom
- Grindelia hirsutula Hook. & Arn. – doględka mocna
- Grindelia hirtella (B.L.Rob. & Greenm.) Adr.Bartoli & Tortosa
- Grindelia howellii Steyerm.
- Grindelia integrifolia DC.
- Grindelia inuloides Willd.
- Grindelia lanceolata Nutt.
- Grindelia leptocarpa (De Jong & Beaman) Adr.Bartoli & Tortosa
- Grindelia linearifolia Adr.Bartoli, Tortosa & Marchesi
- Grindelia macvaughii G.L.Nesom
- Grindelia mendocina Adr.Bartoli & Tortosa
- Grindelia microcephala DC.
- Grindelia nelsonii Steyerm.
- Grindelia nuda Alph.Wood
- Grindelia oaxacana G.L.Nesom
- Grindelia obovatifolia S.F.Blake
- Grindelia oolepis S.F.Blake
- Grindelia orientalis Bartoli, Tortosa & G.H.Rua
- Grindelia oxylepis Greene
- Grindelia palmeri Steyerm.
- Grindelia patagonica Bartoli & Tortosa
- Grindelia prostrata Adr.Bartoli & Tortosa
- Grindelia puberula Hook. & Arn.
- Grindelia pulchella Dunal
- Grindelia pusilla (Steyerm.) G.L.Nesom
- Grindelia pygmaea Cabrera
- Grindelia ragonesei Cabrera
- Grindelia robinsonii Steyerm.
- Grindelia rupestris Adr.Bartoli, Tortosa & Marchesi
- Grindelia scabra Greene
- Grindelia scorzonerifolia Hook. & Arn.
- Grindelia squarrosa (Pursh) Dunal – doględka nastroszona
- Grindelia subalpina Greene
- Grindelia subdecurrens DC.
- Grindelia sublanuginosa Steyerm.
- Grindelia tarapacana Phil.
- Grindelia tenella Steyerm.
- Grindelia tricuspis (Sch.Bip.) Adr.Bartoli & Tortosa
- Grindelia turneri G.L.Nesom
- Grindelia ventanensis Adr.Bartoli & Tortosa
- Grindelia vetimontis G.L.Nesom
- Grindelia villarrealii G.L.Nesom